# 백가신화
《백가신화》는 백상의 작품으로 1998년 3월 18일, 도서출판 뫼에서 출간되었다.

## 작품 개요
백상의 작품 중 연작인 '백색성검(白色聖劍)'과 '강호성검(江湖聖劍)'를 합쳐 개작한 작품이다. 과거의 영광이 된 백가신화(白家神話). 각 분야에서 최고의 일인자들이 모여 있는 가문에 사람들은 경악했다. 그러나 그런 화려한 겉모습의 이면에는 짧은 수명을 가진 혈통이라는 치명적인 단점도 존재했다. 백년 전에 홀연히 사라졌던 가문의 마지막 자손, 백상인(白象仁). 그가 무도를 익혀내고 시련을 이겨내는 과정을 그린 장편 무협 소설이다.

## 등장인물 및 세력

### 주요 등장인물
- 백상인(白象仁) : 주인공. 무도의 궁극을 추구하는 구도자다. 아버지 이름은 백군령(白君嶺), 어머니 이름은 주소혜(朱昭慧). 집마령주(集魔令主). 금검(金劍), 금화(金花), 백옥소(白玉簫)를 신물(信物)로 삼고 다닌다.
  - 백상인의 부인들
    - 여몽청(呂夢淸) : 공공문주의 딸. 1부까지 백상인의 유일한 연인이었으나, 운명의 장난인지 비참하게 생을 마감한다.
    - 옥류향(玉流香)_여몽향(呂夢香) : 천하제일의 기녀로 소문한 여인. 여몽청의 쌍둥이 동생. 공공문 총순찰.
    - 천상삼화(天上三花)
      - 제갈청하(諸葛淸霞)_화중비(花中秘) : 천혜만박지체(天慧萬博之體). 제갈박의 손녀.
      - 남궁려려(南宮麗麗)_화중화(花中花) : 천화옥령지체(天花玉靈之體). 남궁벽의 딸.
      - 백리유(百里柔)_화중성(花中聖) : 천음성모지체(天陰聖母之體). 백리현도의 딸.

    - 주벽군(朱碧君)_자하군주(紫霞郡主) : 만절산맥에 걸린 군주. 백상인의 치료로 삶을 되찾는다.
    - 유운봉(柳雲鳳) : 지부대인 유보명(柳補明)의 딸.
    - 손빈아(孫彬兒) : 백상인이 거둬들인 남매 중 누나. 지극순음지체(至極純陰之體). 예지력의 소유자.
    - 요매(妖妹)_요노사 : 마교 요문(妖門)의 후예로 소녀청정대법을 연성하여 소녀와 같은 외모를 가지고 있다. 백상인을 되살리고 죽음을 맞는다.

  - 백상인의 자식들
    - 백자자(白子慈) : 백리유의 아들.
    - 백자비(白子悲) : 남궁려려의 아들.
    - 백자희(白子喜) : 제갈청하의 아들.
    - 백자사(白子捨) : 여몽향의 딸.
- 손범(孫凡) : 백상인이 성수장을 짓기 전 거둬들인 남매 중 동생. 백상인의 제자다. 천양신무지체(天陽神武之體)의 소유자.
- 석장형(石長馨)=신도운형(申屠雲亨) : 안휘성(安徽省)의 대유(大儒) 석송계(石松溪)의 아들로 알려졌으나, 사실은 신도유광의 둘째 아들이다. 잠룡회를 차지하기 위한 음모를 꾸미고, 여러 수단을 강구하여 마도천하를 이루려 하지만 백상인에게 저지당한다.
- 장우(張牛) : 석장형의 부하였다. 그 때문에 괴로워하던 그는 결국 신도운형과 함께 최후를 맞는다.
- 냉겸(冷謙), 임방(任芳), 강소평(江小坪) : 마도의 후예로 신도운형(석장형)의 하수인들이다. 결국 비참한 최후를 맞이한다.
- 마교오문의 후예
  - 귀노사(鬼老師), 유노사(幽老師), 요노사(妖老師), 혈노사(血老師), 독노사(毒老師) : 비록 마교의 후예지만, 백상인에 의해 감복되어 그를 위해 목숨까지 바치게 된다.
- 도마(道魔)_예홍산인(霓虹散人)_화화장(花花莊)의 장주 : 천축에서 온 무도의 수련자로 도검(道劒)을 익혔다. 여몽청의 죽음에 큰 책임이 있다. 지옥마성의 부활 기도에 가장 큰 역할을 한 장본인이기도 하다.
- 악마성자(惡魔聖子) : 332살. 무검을 익혔다. 천축의 지배자. 악마교(惡魔敎)의 교주이자 도마의 사부. 도마의 죽음에 자신의 세력을 이끌고가서 중원을 지배한다.

### 무림의 세력구도
무맹(武盟)과 일곡일궁일방사문육가구파십이패(一谷一宮一幇四門六家九派十二覇).
- 일곡(一谷) : 소요곡(逍遙谷).
  - 백리한도(百里翰韜)_소요성수(逍遙聖手) : 소요곡주, 대라신단 제조자. (註: 백리현도라 표현한 부분도 있으나 작가의 실수로 생각된다.)
- 일궁(一宮) : 신녀궁(神女宮), 궁주 광한신모(廣寒神母).
- 일방(一幇) : 개방(丐幇), 방주 천애궁신(天涯窮神) 왕가달(王家達).
- 사문(四門)
  - 천산검문(天山劍門), 문주 천산검성(天山劍聖) 종리연.
  - 공공문(空空門), 문주 묘수공공(妙手空空) 여절생.
  - 비봉문(飛鳳門), 문주 봉황선자(鳳凰仙子) 상관연.
  - 만수문(萬獸門), 문주 금사신군(金獅神君) 갈천홍.
- 육가(六家)
  - 남궁세가(南宮世家), 가주 중원검신(中原劍神) 남궁벽.
  - 제갈세가(諸葛世家), 가주 천지통(天地通) 제갈박.
  - 하북팽가(河北彭家), 가주 묵룡철심(墨龍鐵心) 팽황린.
  - 헌원세가(軒轅世家), 가주 혼원벽력수(混元霹靂手) 헌원백(軒轅伯).
  - 사천당가(四川唐家), 가주 팔비나타(八臂哪咤) 당문량.
  - 악문세가(岳門世家), 가주 섬전일비(閃電一飛) 악탄.
- 구파(九派)
  - 소림사(少林寺), 장문방장 천심선사(天心禪師).
  - 무당파(武當派), 장문인 운학진인(雲鶴眞人).
  - 아미파(峨嵋派), 장문인 해인사태(海印師太).
  - 화산파(華山派), 장문인 태을검신(太乙劍神).
  - 곤륜파(崑崙派), 장문인 곤륜검성(崑崙劍聖).
  - 공동파(崆峒派), 장문인 묵령자(墨靈子).
  - 점창파(點蒼派), 장문인 사일검군(射日劍君).
  - 청성파(靑城派), 장문인 태허선웅(太虛仙翁).
  - 종남파(終南派), 장문인 종남일수(終南一秀).
- 십이패(十二覇) : 남육북칠(南六北七)의 십삼개 성(省) 중 열두 곳에 자리 잡은 패자(覇者).

### 천외삼별부(天外三別府)
이야기의 뿌리가 되는 곳들.
- 신선별부(神仙別府) : 불성문(不聖門)의 후신.
- 지옥별부(地獄別府) : 지옥문(地獄門)의 후신.
- 귀곡별부(鬼谷別府)

### 무맹(武盟):중원무림맹(中原武林盟)
무맹은 일부일원이전삼대오단오당삼십이지부(一府一院二殿三隊五壇五堂三十二支部)와 일회(一會) 잠룡회(潛龍會)를 더한 구조를 취하고 있다.

#### 조직도
- 일부(一府) : 맹주부.
  - 남궁벽(南宮璧)_중원검신(中原劍神) : 무맹 맹주. 십이무왕의 공동전인. 천양신무지체.
- 일원(一院): 봉공원로원(捧供元老院). 십이원로가 있다.
  - 십이원로(十二元老) : 만공성승(滿空聖僧)_소림사 원로, 자허상인(紫虛上人)_무당파 태상장로, 적양자(赤陽子)_공동파 원로, 광한신모_신녀궁주, 금정성니(金頂聖尼)_아미파 원로, 은하노인(銀河老人)_종남파 장로, 매화검옹(梅花劍翁)_화산파 장로, 천금상인(天琴上人)_곤륜파 장로, 주선개(酒仙丐)_개방 태상장로, 백리한도_소요곡주, 동정어은(洞庭漁隱), 만독옹(萬毒翁).
- 이전(二殿)
  - 만박전(萬博殿) : 맹의 두뇌를 담당하는 부.
    - 제갈박(諸葛博)_천지통(天地通) : 만박전주. 귀곡별부의 진전을 계승했다.

  - 만무전(萬武殿) : 군사훈련부.
    - 단목무광(端木武狂)_광무자(狂武子) : 만무전주.
- 삼대(三隊) : 무맹의 수호세력
  - 금의위대(金衣衛隊) : 2백 명. 맹주부와 원로원 경비.
    - 곽숭(郭崇)_무적곤왕(無敵棍王) : 금의위대의 대주.
    - 여초량(呂初良)_섬전극(閃電戟) : 금의위대의 부대주.

  - 은의위대(銀衣衛隊) : 5백 명. 내성(內城) 경비.
    - 노극련(魯戟連)_구룡신창(九龍神槍) : 은의위대의 대주

  - 백의위대(白衣衛隊) : 1천 명. 외성(外城) 경비.
    - 나탁(羅卓)_일월태극도(日月太極刀) : 백의위대의 대주.
- 오단(五壇) : 맹의 주력.
  - 천왕단(天王壇) : 무력집단.
    - 악탄(岳彈)_섬전일비(閃電一飛) : 천왕단의 단주.

  - 금사단(金獅壇) : 짐승취급.
    - 갈천홍(葛千鴻)_금사신군(金獅神君) : 금사단의 단주.

  - 봉황단(鳳凰壇) : 조류취급.
    - 상관연(上官娟)_봉황선자(鳳凰仙子) : 봉황단의 단주.

  - 자하단(紫霞壇) : 독공취급.
    - 강석초(姜碩草)_천독서생(千毒書生) : 자하단의 단주.

  - 만화단(萬花壇) : 암기취급.
    - 당문량(唐文亮)_팔비나타(八臂哪咤) : 만화단의 단주.
- 오당(五堂) : 맹의 업무 담당.
  - 청룡당(靑龍堂) : 내부업무.
    - 종리연(鍾里淵)_천산검성(天山劍聖) : 청룡당의 당주.

  - 백호당(白虎堂) : 치안업무.
    - 헌원백(軒轅伯)_혼원벽력수(混元霹靂手) : 백호당의 당주.

  - 주작당(朱雀堂) : 연락업무.
    - 구자청(丘子淸)_무영천리(無影千里) : 주작당의 당주.

  - 현무당(玄武堂) : 형벌 및 집행업무.
    - 팽황린(彭煌鱗)_묵룡철심(墨龍鐵心) : 현무당의 당주.

  - 등사당(騰蛇堂) : 정보수집 및 첩보업무.
    - 여절생(呂浙生)_묘수공공(妙手空空) : 등사당의 당주.
- 삼십이지부(三十二支部) : 중원 전역에 설치된 지부.

#### 잠룡회(潛龍會)

##### 잠룡회 조직도
잠룡회는 맹주부 직속의 단체다. 팔대신룡은 각각 삼대무룡을 거느린다. 그렇기 때문에 무룡은 도합 이십사무룡이 된다. 24무룡은 각각 40명의 잠룡을 거느린다. 따라서, 960명의 잠룡, 24명의 무룡, 8명의 신룡, 2명의 비룡, 부회주, 회주로 구성된다. 다음은 서열 순으로 나열한다.
- 회주
  - 백리유.
- 부회주
  - 제갈청하, 남궁려려.
- 좌우비룡(左右飛龍) : 회주를 보좌
  - 좌비룡:남궁장천, 우비룡:석장형.
- 팔대신룡(八大神龍) : 행동대장
  - 이광리, 호중산, 동방세기, 종리청우, 사군자화.
- 삼대무룡(三大武龍)_이십사무룡(二十四武龍)
  - 제일무룡 : 팽무린, 악일비, 당여궁, 냉겸, 장우, 임방, 여몽청
  - 제이무룡
  - 제삼무룡
- 잠룡(潛龍) : 행동대원

##### 불성십이무왕(不聖十二武王)
잠룡회의 무공사부. 신선별부의 진전을 계승한 사람들.
- 장왕(掌王) : 장법(掌法), 수법(手法), 지법(指法) 등의 유공(柔功)을 가르친다,
- 권왕(拳王) : 권법(拳法), 참(斬), 인(印) 등의 강공(剛功)을 가르친다.
- 영왕(影王) : 보법(步法) 사부.
- 비왕(飛王) : 신법(身法) 사부.
- 혼왕(魂王) : 병기무예(兵器武藝) 중 쾌(快)를 가르친다.
- 패왕(覇王) : 병기무예(兵器武藝) 중 중(重)을 가르친다.
- 심왕(心王) : 병기무예(兵器武藝) 중 변(變)를 가르친다.
- 겁왕(劫王) : 암기(暗器) 사부.
- 환왕(幻王) : 기환술(奇幻術) 사부.
- 음왕(音王) : 음공(音功) 사부.
- 독왕(毒王) : 독공(毒功) 사부.
- 뇌왕(惱王) : 기관토목(機關土木)이나 기문진법(奇門陣法) 등을 가르친다.

##### 잠룡회 수련생

###### 여파(女派)
4백 명 정도의 여자들로 구성된 파벌. 천상삼화가 무리를 이끌고 있다.
- 천상삼화
  - 제갈청하, 남궁려려, 백리유.
- 사군자화(四君子花)
  - 옥소하(玉素霞) : 菊花.
  - 단목소하(端木小夏) : 梅花.
  - 상관약빙(上官若氷) : 蘭草.
  - 왕홍석(王紅石) : 竹.
- 여몽청
- 예하(芮荷), 능소군(凌昭君), 당설아(唐雪芽), 헌원소홍(軒轅少虹).

###### 명문파(名門派)
4백 명 정도의 명문의 후예들이 결성한 파벌. 남궁장천이 무리를 이끌고 있다.
- 남궁장천(南宮長天) : 남궁벽의 첫째 아들.
- 남궁방천(南宮龐天) : 남궁벽의 둘째 아들.
- 동방세기(東方世祁) : 명문파의 서열 3위. 석장형에게 이용당하고 살해당한다.
- 종리청우(鍾里靑牛) : 천산검성(天山劍聖) 종리연(鍾里淵)의 독자. 명문파 서열 4위.
- 나문소(羅聞素) : 나탁의 아들.
- 팽무린(彭武麟) : 하북팽가(河北彭家) 출신.
- 악일비(岳一飛) : 악문세가(岳門世家) 출신.
- 헌원룡(軒轅龍) : 헌원가(軒轅家) 출신.
- 당여궁(唐如穹) : 사천당문(四川唐門) 출신.
- 갈룡(葛龍), 곽자우(郭子羽), 곽자기(郭子琦), 구호(丘虎), 노대붕(魯大鵬), 강무영(姜無影).

###### 소수파(少數派)
여파와 명문파에 속하지 않는 2백 명 정도의 사람들이 만든 파벌. 석장형이 무리를 이끌고 있다.
- 석장형 : 2백 명 정도의 소수파를 이끌고 있으며, 사특한 음모를 꾸민다.
- 이광리(李廣利), 호중산(胡重山) : 줄곳 백상인을 견제하지만 결국에는 의제가 된다. 사마외도를 극심히 증오하게 된 과거가 있다.
- 장우 : 석장형의 부하. 성격이 우직하다.
- 냉겸, 임방, 강소평. : 신도운형(석장형)의 하수인들. 사사건건 백상인을 음해한다.

### 지옥마성(地獄魔城)
7년 전, 정사대혈전(正邪大血戰)의 결과로 붕괴.
- 신도유광(申屠幽狂)_지옥마종(地獄魔宗) : 지옥마성(地獄魔城)의 성주. 지옥별부의 진전을 계승했다.
- 신도운악(申屠雲岳) : 신도유광의 장남.
- 신도운형 : 신도유광의 차남.
- 지옥이로(地獄二老) : 지옥천로(地獄天老), 지옥지로(地獄地老). 신도유광의 사부들.
- 남해쌍흉(南海雙兇), 혈혈삼패(血血三覇), 신강사성(新疆四星).

### 악마교(惡魔敎)
- 교주 : 악마성자
- 교주의 후계자 : 일산인(一散人). 도마였으나 백상인에 의해 죽었다.
- 오대호법존자(五大護法尊子)
  - 화령존자(火靈尊子) : 화령도검(火靈道劍)을 익혔다.
  - 목령존자(木靈尊子) : 목령도검(木靈道劍)을 익혔다.
  - 수령존자(水靈尊子) : 수령도검(水靈道劍)을 익혔다.
  - 금령존자(金靈尊子) : 금령도검(金靈道劍)을 익혔다.
  - 토령존자(土靈尊子) : 토령도검(土靈道劍)을 익혔다.
- 십이악령(十二惡靈) : 검령자(劍靈子) 등.
- 일백사십악령비자(一百四十惡靈秘子) : 각 십이악령에 배속된 12명의 비자(秘子).

### 기타 인물 및 세력
- 마교(魔敎) : 천년 전 내분으로 멸망한 단체.
  - 마교구문(魔敎九門) : 마문(魔門), 사문(邪門), 혈문(血門), 독문(毒門), 요문(妖門),  귀문(鬼門), 유령문(幽靈門), 수라문(修羅門), 잔결문(殘缺門). 마교의 내분은 [마문,사문,수라문,잔결문] 과 [혈문, 독문, 요문, 귀문, 유령문] 의 격돌로 이어졌다. 앞의 마교사문은 그 결과로 멸문당했다.
- 만패불성(萬敗不聖) : 불성문(不聖門)의 창립자.
- 상승지옥마(常勝地獄魔) : 지옥문(地獄門)의 창립자.
- 고홍광(古鴻光)_죽림거사(竹林居士) : 백상인을 제갈박에게 소개시켜 준 유림(儒林)의 거목. 태산(泰山) 죽림장(竹林莊)의 장주.

## 등장 무공 및 기타 장치

### 무공 및 학문
- 무공의 경지
  - 광검(光劒)
  - 도검(道劒) : 태극(太極)·양의(兩儀)·삼재(三才)·사상(四象)·육합(六合)·칠성(七星)·팔괘(八卦)·구궁(九宮)·무극도검(無極道劍).
  - 무검(無劒)
  - 성검(聖劒)
- 내공심법 : 호연신공(浩然神功), 삼양기공(三陽氣功), 적양선단공(赤陽仙丹功), 미천대연신공(彌天大衍神功), 도반삼양공(導反三陽功), 현원전단공(玄元旃檀功), 건곤미허공(乾坤彌虛功), 금단선공(金丹仙功), 천지양극귀원공(天地兩極歸元功)_천지여의신력(天地如意神力),혈영마공(血影魔功), 대반야금강공(大般若金剛功)_금강반야대능력(金剛般若大能力), 태극양의신공(太極兩儀神功).
  - 비급(秘笈) : 역근세수진경(易筋洗髓眞經).
- 보법(步法) : 금강부동신법(金剛不動身法):금강부동이형(金剛不動移形), 칠성둔형(七星遁形), 취팔선보(醉八仙步), 구전환영보(九轉幻影步), 이형환위(移形換位), 무영공공보(無影空空步), 부신수형(附身隨形), 무아보(無我步).
- 신법(身法)_경공(輕功) : 제운종(梯雲縱), 연대부운(蓮臺浮雲), 표풍어란보(飄風魚亂步), 무흔환영종(無痕幻影宗), 유운신법(流雲身法), 어기충소(御氣衝霄), 운룡대팔식(雲龍大八式), 천리호정(千里戶庭), 축지성촌(縮地成寸), 무아행(無我行). 어풍비행술(御風飛行術), 능공허도(凌空虛渡).
- 장법(掌法) : 소녀만화장(素女萬花掌), 연운십삼세(連雲十三勢), 대천성장(大天星掌), 천불수(千佛手), 무아수(無我手).
- 지법(指法) : 탄지신통(彈指神通), 은하적성(銀河摘星), 수라일점혈(修羅一點血), 연기성선(練氣成線) 일선지(一線指).
- 권법(拳法) : 백보신권(百步神拳), 구벽신권(九劈神拳), 패권(覇拳), 항마금강권(降魔金剛拳), 천왕삼권(天王三拳), 금단신권(金丹神拳).
- 검법(劒法) : 발검지도(拔劍之道), 쾌검지도(快劍之道), 수검지도(收劍之道), 붕검지도(崩劍之道), 십방십만검변(十方十萬劍變):東西南北[四方]乾坤艮巽[四隅]上下, 무극섬혼(無極閃魂):쾌검, 우주만뢰(宇宙萬雷):붕검, 조화검형(造化劍形):변검, 무아섬(無我閃):쾌검, 무아중(無我重):중검, 무아변(無我變):변검, 태극혜검(太極慧劍).
- 암기절예(暗器絶藝) : 만천화우(滿天花雨), 탈혼마우(奪魂魔牛), 구환살(九幻殺), 절대혼(絶對魂), 무아혼(無我魂).
- 기환술(奇幻術) : 소설의 설정상, 천조신광령(天照神光靈)으로 모든 기환술을 해제한다.
  - 미염공(媚艶功): 천라미안(天羅美眼), 청정관음대법(淸淨觀音大法), 무량제세선향(無量濟世仙香).
  - 섭혼대법(攝魂大法) : 옥청광명안(玉淸光明眼), 심인정령대법(心印精靈大法), 신마강령몽환대법(神魔降靈夢幻大法).
  - 강시술(殭屍術) : 만겁윤회마법(萬劫輪廻魔法).
  - 변신술(變身術) : 천지기환술(天地奇幻術), 환상전물법(幻像轉物法), 미리백환공(迷理百幻功).
  - 영매대법(靈媒大法) : 천마환혼대법(天魔還魂大法).역천마환혼복체대법(逆天魔還魂復體大法):원영(元孀)을 이룩한 자는 육신이 훼손당해도 원영으로 새로운 삶을 살 수 있게 한다.
  - 금제(禁制) : 십대금마령(十大禁魔靈).
  - 사술(邪術) : 채음보양술(採陰補陽術), 채양보음술(採陽補陰術), 흡공대법(吸功大法).
  - 운신술(運身術) : 환허무령대법(幻虛霧靈大法).
  - 전음술(傳音術) : 공곡회음(空谷廻音), 육합전성(六合傳聲), 심어전의(心語傳意).
  - 투시술(透視術), 섭성술(攝聲術), 외문기공(外門奇功), 주안술(駐顔術).
  - 비급 : 기환전등록(奇幻傳燈錄), 천사비전(天邪秘傳), 전진기환경(全眞奇幻經), 대운광명무보(大雲光明武譜), 영매신서(靈媒神書), 천마기서(天魔奇書), 독심술진해(讀心術眞解), 환혼탈백대법급(還魂奪魄大法笈), 환상전물경(幻像轉物經), 변체환용록(變體幻容錄), 제령항마대법경(制靈降魔大法經).
- 음공(音功) : 만상조화지곡(萬象造化之曲):회생지곡(回生之曲)-상화지곡(祥和之曲)-만상구멸(萬象具滅), 금단후(金丹吼).
- 독공(毒功) : 독술(毒術) 및 독공(毒功), 용독(用毒)과 해독법(解毒法)
  - 만겁지존독공(萬劫至尊毒功).
  - 심독(心毒) : 선천지독(先天之毒).
  - 비급 : 천절독전(天絶毒傳).
- 이술(異術), 이공(異功) : 벽호유장공(壁虎遊牆功):벽을 타고 기어오르는 무공, 금수통령대법(禽獸通靈大法):짐승과 의사소통, 소녀청정대법(少女淸淨大法):처녀성을 유지하면 늙지 않는 대법.
- 의술(醫術) : 속명보원결(續命補元訣), 광명천화비전(光明天花秘傳).
  - 비급 : 소요귀진(逍遙歸眞).
- 기문진법(奇門陣法),선천역수(先天易數), 기관토목(機關土木), 귀계(鬼計), 병법(兵法).
  - 기문진법 : 은형귀원진(隱形歸元陣), 대복마팔문곤쇄(大伏魔八門困鎖), 대주천환영(大周天幻影).
  - 비급 :만상귀원록(萬象歸元錄), 태허천기비록(太虛天機秘錄), 헌원비해(軒轅秘解), 귀문천기보록(鬼門天機寶錄), 태극도설(太極道說), 귀곡신서(鬼谷神書).

### 무기
- 암기 : 우모침(牛毛針), 비표(飛鏢).
- 독(毒) : 탈백산공향(奪魄散功香), 벽옥로(碧玉露):산공독.
- 포승(捕繩) : 박룡삭(縛龍索).

### 보물
- 만년한취옥(萬年寒翠玉), 만년묵잠사(萬年墨蠶絲), 만년한옥지환(萬年寒玉指環), 만년온옥(萬年溫玉), 만년강옥(萬年鋼玉), 만년한옥(萬年寒玉), 만년강모(萬年鋼母).

### 영약(靈藥)
- 대라신단(大羅神丹), 금천영수(金泉靈水), 만년혈삼(萬年血蔘), 만년성형삼왕(萬年成形蔘王):만년동자삼(萬年童子蔘), 태양내단(太陽內丹), 빙정내단(氷精內丹).

### 영물(靈物)
- 만년묵잠(萬年墨蠶):누에, 무극금황정(無極金皇精):우담화의 본체, 우담화(優曇華), 우담화의 정령(精靈), 태양화리(太陽火鯉), 만년금구(萬年金龜):거북이.

### 영지(靈地)
- 음양상조지지(陰陽相助之地), 무극지지(無極之地), 영천지지(靈泉之地), 만독정화연(萬毒精華淵).

### 기타
- 봉황연(鳳凰涎):술, 단봉용향차(丹鳳龍香茶):차, 용정차(龍井茶):차, 과두문(蝌蚪文):문자, 내미지상(內美之相):관상, 무혈신마맥(無穴神魔脈), 만절산맥(萬絶散脈), 전륜성제상(轉輪聖帝相):관상, 천상사신체(天上四神體):천양신무지체(天陽神武之體)-천혜만박지체(天慧萬博之體)-천화옥령지체(天花玉靈之體)-천음성모지체(天陰聖母之體), 지극순음지체(至極純陰之體), 영규타통(靈竅打通), 육식통령(六識通靈):眼耳鼻舌身意[六識].

## 연결권 서지정보
| 제목                 | 저자 | 출판사      | 출간일     | 페이지 | 판형 | ISBN-10    | ISBN-13       |
| 백가신화 제1부 제1권 | 백상 | 도서출판 뫼 | 1998-03-18 | 240    | A5   | 8980514182 | 9788980514182 |
| 백가신화 제1부 제2권 | 백상 | 도서출판 뫼 | 1998-03-18 | 226    | A5   | 8980514190 | 9788980514199 |
| 백가신화 제1부 제3권 | 백상 | 도서출판 뫼 | 1998-03-18 | 242    | A5   | 8980514204 | 9788980514205 |
| 백가신화 제1부 제4권 | 백상 | 도서출판 뫼 | 1998-03-18 | 232    | A5   | 8980514212 | 9788980514212 |
| 백가신화 제1부 제5권 | 백상 | 도서출판 뫼 | 1998-03-18 | 233    | A5   | 8980514220 | 9788980514229 |
| 백가신화 제2부 제1권 | 백상 | 도서출판 뫼 | 1998-06-18 | 242    | A5   | 8983281669 | 9788983281661 |
| 백가신화 제2부 제2권 | 백상 | 도서출판 뫼 | 1998-06-18 | 248    | A5   | 8983281677 | 9788983281678 |
| 백가신화 제2부 제3권 | 백상 | 도서출판 뫼 | 1998-06-18 | 246    | A5   | 8983281685 | 9788983281685 |
| 백가신화 제2부 제4권 | 백상 | 도서출판 뫼 | 1998-06-18 | 252    | A5   | 8983281693 | 9788983281692 |

## 같이 보기
- 무협
- 무협 소설